# Аликс де Дрё
Аликс (Аделаида) де Дрё (фр. Alix (Adelaide) de Dreux; 1145/1146 — между январём 1205 и мартом 1210) — представительница французской феодальной знати, дочь графа Дрё Роберта I и его первой жены Арвизы Солсберийской, по отцу — внучка короля Франции Людовика VI Толстого.

## Биография
Между 1156 и 1160 годами выдана замуж за Валерана III, сеньора де Бретёй (ум.1162). Дочь:
- Амиси де Бретёй (1157/62-1226), дама де Катё и де Блан-Фоссе. В 1218 году после смерти своего внучатого племянника графа Блуа Тибо VI унаследовала сеньорию Бретёй (Breteuil). После смерти Амиси (сентябрь-октябрь 1226), дети которой умерли при жизни матери, её владения как выморочные отошли королю. Но уже через несколько недель сеньорию Бретёй за 3 тысячи парижских ливров выкупили Симон де Бозо (Beausault), его жена Клеменция и сестра последней Жанна де Даржи (Jeanne de Dargies), которые были родственниками покойной (вероятно, Клеменция и Жанна — дочери Матильды де Бретёй и Симона де Клермона). Потомки Жанны де Даржи в 1261 году продали свою половину сеньории Гильому де Бозо, сыну Симона де Бозо и Клеменции де Клермон. Позже эта сеньория перешла к роду Монморанси — в 1305 году, когда дама де Бретёй Клеменция де Мюре вышла замуж за Эрара де Монморанси, сеньора де Конфлан-Сент-Онорин[3].

Овдовев, Аликс де Дрё между 1162 и 1164 годами вышла замуж за Ги II сеньора де Шатильон-сюр-Марн и де Труасси(ум. 1170). Этот брак преследовал политические цели и был выгоден отцу Аликс и его брату — королю Людовику VII, так как Шатильонам с 1127 года принадлежала сеньория Монже (Montjay). Расположенная в 18 милях от Парижа, она имела большое стратегическое значение.
В свою очередь для Ги II де Шатильона женитьба на племяннице короля означала повышение социального статуса. В результате его сын смог заключить брачный союз с наследницей графства Сен-Поль.
Известны пятеро их детей:
- Ги III де Шатильон (ум.1191/92), сеньор де Монже.
- Гоше III де Шатильон (погиб в бою в 1219), сеньор де Шатильон, де Туасси, де Креси и де Пьерфон, граф де Сен-Поль.
- Роберт де Шатильон (ум. 1215), епископ Лана (1210).
- Ловел де Шатильон, погиб при осаде Акры в 1191году.
- Адель де Шатильон (ум. после 1216), с 1193 жена Гильома V де Гарланда, сеньора де Ливри.

Овдовев, Аликс де Дрё в том же году (1170) вышла замуж за Жана I, сеньора де Туротта, шателена Нуайона и Куси (ум.1176/77). Дети:
- Мария (ум. 1242), в трёх браках жена графа Рено де Даммартена, Роберта де Вьёпона сеньора де Курвиля и Жана III графа де Вандома.
- Ги (о нём ничего не известно).
- Жан II (ум. 1235/37), шателен Нуайона и Туротта.

Не позднее 1182 года Аликс де Дрё вышла замуж в 4-й раз — за Рауля де Неля, графа Суассона (ум. 1235). Дочери:
- Гертруда де Нель (ум. 1220/22), первый муж — Жан де Бомон, будущий граф де Бомон (развод), 2-й муж (1193) — Матьё II Великий, сеньор де Монморанси.
- Элеонора де Нель (ум. 1229/34), первый муж — Матьё III граф де Бомон-сюр-Уаз, 2-й муж — Этьен II де Сансер, сеньор де Сен-Бриссон.

Аликс де Дрё умерла между январём 1205 и мартом 1210 года, вероятно — уже в 1205 году.